# Ʌ̏
Cette page contient des caractères spéciaux ou non latins. S’ils s’affichent mal (▯, ?, etc.), consultez la page d’aide Unicode.
Ʌ̏ (minuscule : ʌ̏), ou v culbuté double accent grave, est un graphème utilisé dans l’écriture du dan de l’Est. Il s’agit de la lettre v culbuté diacritée d’un double accent grave.

## Représentations informatiques
Le V culbuté double accent grave peut être représenté avec les caractères Unicode suivants  :
- décomposé (latin étendu B, Alphabet phonétique international, diacritiques)[1],[2],[3]

| formes    | représentations | chaînes de caractères | points de code | descriptions                                                      |
| --------- | --------------- | --------------------- | -------------- | ----------------------------------------------------------------- |
| capitale  | Ʌ̋               | Ʌ◌̏                    | U+0245 U+030F  | lettre majuscule latine v culbuté diacritique double accent grave |
| minuscule | ʌ̋               | ʌ◌̏                    | U+028C U+030F  | lettre minuscule latine v culbuté diacritique double accent grave |